# Harald Marx (Psychologe)
Harald Marx (* 1947) ist ein deutscher Psychologe.
Marx studierte zwischen 1968 und 1975 Psychologie und Philosophie an der Universität Mannheim und der Eberhard Karls Universität Tübingen. Ab 1979 war er als Wissenschaftlicher Mitarbeiter an der Universität Marburg, ab 1986 an der Universität Bielefeld tätig. Harald Marx wurde 1982 promoviert und 1992 habilitiert.
1992 übernahm er vertretungshalber den Lehrstuhl für Instruktionspsychologie der Pädagogischen Hochschule Erfurt/Mühlhausen, wechselte noch im selben Jahre an die Universität Bielefeld, wo er den Lehrstuhlinhaber für Pädagogische Psychologie vertrat.
1999 wurde er zum Professor an die Universität Leipzig berufen und hatte dort den Lehrstuhl für Psychologie in Schule und Unterricht inne. Von 2002 bis Juli 2010 war er außerdem Dekan der Erziehungswissenschaftlichen Fakultät der Universität Leipzig. 2012 wurde Marx emeritiert.